# Фінансові ресурси
Фінансові ресурси — це кошти, що перебувають у розпорядженні підприємств і призначені для виконання ними певних фінансових зобов'язань.
Формуються за рахунок створення підприємства, власних та прирівняних до них коштів, мобілізуються на фінансовому ринку, надходять у порядку розподілу грошових надходжень.

## Класифікаційні ознаки фінансових ресурсів
За джерелом:
- набуті (внаслідок різних надходжень від підприємств)

За використанням:
- матеріалізовані
- грошові

За формою реалізації:
- матеріальні
- нематеріальні
- фінансові